# Fraccionamiento Nuevo Orizatlán
Fraccionamiento Nuevo Orizatlán är en ort i Mexiko.   Den ligger i kommunen San Felipe Orizatlán och delstaten Hidalgo, i den sydöstra delen av landet, 200 km norr om huvudstaden Mexico City. Fraccionamiento Nuevo Orizatlán ligger 181 meter över havet och antalet invånare är 346.
Terrängen runt Fraccionamiento Nuevo Orizatlán är kuperad åt sydväst, men åt nordost är den platt. Runt Fraccionamiento Nuevo Orizatlán är det ganska tätbefolkat, med 248 invånare per kvadratkilometer. Närmaste större samhälle är Huejutla de Reyes, 18,3 km öster om Fraccionamiento Nuevo Orizatlán. Omgivningarna runt Fraccionamiento Nuevo Orizatlán är en mosaik av jordbruksmark och naturlig växtlighet.